# NGC 4939
NGC 4939 (również PGC 45170) – galaktyka spiralna (Sbc), znajdująca się w gwiazdozbiorze Panny. Odkrył ją William Herschel 25 marca 1786 roku. Należy do galaktyk Seyferta typu 2.
W galaktyce tej zaobserwowano supernowe SN 1968X, SN 1973J, SN 2008aw i SN 2014B.